# Claire Malary
Claire Malary est une illustratrice française née en 1989 à Rennes. Elle a reçu le Grand Prix Artémisia 2019 pour son premier album de bande dessinée Hallali. Elle vit aujourd'hui en Bretagne.

## Biographie
Née à Rennes en 1989, elle entreprend des études en arts graphiques à Paris en ayant suivi l’impulsion de ses professeurs au lycée. Mais ne trouvant pas sa voie après son diplôme, elle passe un CAP cuisine mention « Arts » et enchaîne les travaux dans les restaurants étoilés parisiens. Après plusieurs années en cuisine elle quitte son métier pour voyager. À 27 ans, elle part au Japon en faisant du maraîchage pour se nourrir et se loger. Durant ce voyage elle est particulièrement touchée par les paysages japonais qui l’inspireront pour sa première œuvre.
De retour en Bretagne, elle revient à l'illustration et crée sa première œuvre Hallali durant l’hiver 2018 qu’elle propose à plusieurs éditeurs. La maison d’édition rennaise l’Œuf lui répond positivement et un premier tirage de 500 exemplaires sort de presse. Une réédition est tirée avant que l’autrice gagne le Grand Prix Artémisia 2019 .
De juin à juillet 2020, elle effectue une résidence d’auteure à Blois, avec la Maison de la bd et l’agence CICLIC, avec la réalisatrice et autrice Mélanie Trugeon pour qui ce fut son premier projet de bande dessinée sur l’œuvre Le Désert d’Ata, inspiré par l’histoire d’Ata.
Elle participe également régulièrement à la revue collective La Vilaine.
En 2022, les éditions Flammarion lui proposent de participer à l'ouvrage biographique sur Aimé Césaire, avec les auteurs Anne Douaire-Banny et Nicolas Deleau. L'album illustré paraît en octobre 2022.

## Style
Sa bande dessinée Hallali est un récit graphique mélangeant deux techniques : l’encre de chine et l’aquarelle. L’œuvre est jugée « violente et contemplative, onirique et bestiale ». Les deux personnages traités séparément au début, chacun dessiné avec une technique différente, se rejoignent au cours du récit et les techniques graphiques fusionnent. Cet effet a été qualifié de « beau » et de « très belle première réalisation » et lui a permis de gagner le Grand Prix Artémisia 2019.

## Prix et récompense
- Grand Prix Artémisia 2019 pour Hallali[2],[4].
- Prix Tournesol 2024 pour Circuit court - Une histoire de la première AMAP[5]
- Prix Lire pour Agir 2024 (Prix des bibliothécaires) pour Circuit court - Une histoire de la première AMAP[6]

## Œuvres
- Hallali, édition de L’Œuf, 2019  (ISBN 978-2-913308-57-2)
- Le Désert d’Ata, Actes Sud / L'an 2, 2021, co-écrit avec Mélanie Trugeon  (ISBN 978-2-330-14947-5)
- Artaud, Révolte contre la poésie, éditions Aux Cailloux des Chemins, 2021  (ISBN 978-2-9573810-6-7)
- Aimé Césaire, Vivre debout, éditions Flammarion, 2022  (ISBN 978-2-08-028085-5)
- Circuit Court, avec Tristan Thil. Éditions Futuropolis, 2023  (ISBN 9782754833219)
- Une conque à l'oreille, Nicolas Deleau. Éditions Klincksieck, 2024